# Szent György-fatemplom (Lukarec)
A lukareci szerb Szent György-fatemplom műemlékké nyilvánított épület Romániában, Temes megyében. A romániai műemlékek jegyzékében a TM-II-m-B-06250 sorszámon szerepel.